# بانکر هیل (کشتی ۱۷۷۸)
بانکر هیل (کشتی ۱۷۷۸) (به انگلیسی: Bunker Hill (1778 ship)) یک کشتی است. این کشتی  در سال ۱۷۷۸ ساخته شد.